# パキシーノ
パキシーノ株式会社（Paxinno Inc.）は、東京都新宿区に本社を置く日本のコンサルティング会社。マーケティングDX、セールスDX、カスタマーサクセス（CS）DXなどを通じて、顧客接点の改善や収益向上を支援している。

## 概要
2022年3月、メルカリ経営戦略室出身の増田謙一により設立。顧客体験（CX）やLTV向上を中心とした伴走型の支援、特にデジタルマーケティングおよび新規事業の伴走支援を主な事業とする。

## 事業内容
- マーケティングDX事業：SEO対策、Webサイト改善、CRM・MAツール導入、LINEやメルマガ活用支援など。
- セールスDX事業：インサイドセールス代行、営業スクリプト作成、ABM施策によるターゲティング支援など。
- CS DX事業：顧客満足度調査や継続率向上支援を通じて、NRR（売上維持率）・LTV向上を目指す。
- 新規事業DX・AI DX事業：新規事業の立ち上げ支援、プロトタイプ開発、BPOや自動化支援など。

## 沿革
- 2022年3月 - パキシーノ株式会社を設立
- 2022年4月 - 東京都創業ステーションのプランコンサルティング支援修了
- 2024年1月 - カスタマーサクセス支援事業を開始
- 2025年1月 - SEO・セールスBPOによる一気通貫支援を展開

## 企業理念
「世界中のすべての企業で、お客さまとの距離がもう一歩近づく世界を創る」  
企業と顧客の絆を深めることで、事業成長と社会貢献の両立を目指している。